# Sauteyrargues
Sauteyrargues é uma comuna francesa na região administrativa de Occitânia, no departamento de Hérault. Estende-se por uma área de 12,76 km². Em 2010 a comuna tinha 416 habitantes (densidade: 32,6 hab./km²).